# Diego Braguinsky
Diego Braguinsky é um ator, guionista e apresentador de televisão do [Comunidade Valenciana]. Tornou-se popular durante os primeiros anos de Canal Nou, a televisão pública valenciana, como apresentador de programas como A la babalà e Amor a primera vista. Em 1989 apresentou a mensagem inaugural das retransmissões de TVV. Em 2004 fundou sua própria companhia teatral, Ornitorrics. Tem sido guionista de séries como L'Alqueria Blanca e Senyor retor. Também tem participado em diversos filmes, como Atasco en la nacional e El gran Vázquez.

## Trajetória

### Programas de televisão
- A la babalà (Canal Nou)
- Amor a primera vista (Canal Nou)
- Enamorats (Canal Nou)
- Tot per l'audiència (Canal Nou)

### Séries
- Benifotrem (Canal Nou)
- L'Alqueria Blanca (Canal Nou)
- Senyor retor (Canal Nou)
- Cuestión de sexo (Cuatro)
- Hospital Central (Tele 5)
- Les Moreres (Canal Nou)
- El monstre del pou (Canal Nou, TV3)
- La nóvia dividida (Canal Nou, TV3)
- Negocis de família (Canal Nou)
- Vida robada (Canal Nou, TV3)
- Electroshok (Canal Nou, TV3)
- Síndrome laboral (Canal Nou, TV3)
- Científics valencians (Canal Nou, TV3)
- Roy Embrum

### Cinema
- El capitán Escalabrons (1990)
- El móvil (1997)
- Belcebú (1999)
- Nada es fácil (2002)
- Diego Fabbiani (2003)
- Agua con sal (2004)
- Atasco en la nacional (2006)
- Antes de morir piensa en mí (2008)
- Castillos de cartón (2008)
- El gran Vázquez (2009)

### Teatro
- Hurlyburly
- Terra 08
- Mala ratxa
- Satisfaction
- Glengarry Glen Rose
- Democràcia en el bar
- Un enemic del poble
- Infinities
- San Blas Café
- Ballant, ballant
- Las arrecogías del beaterío de Sta Mª Egipcíaca
- La madrileña o el tutor burlado
- Deixa'm la dona, Pepet
- Braguinsky a la quatre
- The Virgo de Visanteta Musical Story
- El carnaval de los animales
- Un cuento para el lobo
- Cumpleaños feliz
- Romeo y Julieta
- Marta
- In nómime
- Bola Taims
- Pic-nic